# Nabatiye (district)
Nabatiye is een district in het gouvernement Nabatiye in Libanon. De hoofdstad is de gelijknamige stad Nabatiye.
Nabatiye heeft een oppervlakte van 304 km² en een bevolkingsaantal van 92.000.